# Espinosa (ort i Brasilien, Minas Gerais, Espinosa)
Espinosa är en ort i Brasilien.   Den ligger i kommunen Espinosa och delstaten Minas Gerais, i den östra delen av landet, 600 km öster om huvudstaden Brasília. Espinosa ligger 567 meter över havet och antalet invånare är 17 548.
Terrängen runt Espinosa är platt åt sydost, men åt nordväst är den kuperad. Det finns inga andra samhällen i närheten.
Omgivningarna runt Espinosa är huvudsakligen savann. Runt Espinosa är det ganska glesbefolkat, med 34 invånare per kvadratkilometer.